# SG Massen
Die SG Massen (offiziell: Sportgemeinschaft Massen 1911/45 e.V.) ist ein Sportverein aus dem Unnaer Stadtteil Massen. Der Verein bietet die Sportarten Fußball, Handball und Turnen an. Die Fußballmannschaft spielte ein Jahr in der höchsten westfälischen Amateurliga.

## Geschichte
Die Wurzeln der SG Massen sind beim im Jahre 1911 gegründeten Verein BV Massen zu finden. Im Jahre 1919 wurde der Massener FC gegründet. Beide Vereine fusionierten zwei Jahre später zur Massener Sportvereinigung (MSV). Nach dem Ende des Zweiten Weltkriegs wurde als Nachfolger des MSV am 23. Juni 1945 die heutige SG Massen gegründet.

### Fußball
Die Fußballer der SG Massen begannen in der Bezirksklasse. Nach der Vizemeisterschaft 1953 hinter Westfalia Kamen gelang ein Jahr später die Meisterschaft mit 119:23 Toren und 55:1 Punkten. Damit stiegen die Massener den Aufstieg in die Landesliga Westfalen, die seinerzeit höchste westfälische Amateurliga. Mit einem Punkt Rückstand auf Germania Hamm folgte in der Saison 1954/55 der direkte Wiederabstieg als Drittletzter. Ein Jahr später kehrte die SG als Vizemeister in die Landesliga zurück. Dabei profitierten die Massener davon, dass im Zuge der Einführung der Verbandsliga auch die Bezirksklassenvizemeister aufsteigen durften.
Als Aufsteiger wurden die Massener 1957 auf Anhieb Vizemeister hinter der Hammer SpVg und erreichten die Aufstiegsrunde zur Verbandsliga, in der die fünf Landesligavizemeister einen weiteren Aufsteiger ausspielten. Hier scheiterte die SG als Rundenzweiter an Teutonia Lippstadt. Zwei Jahre später ging es wieder zurück in die Bezirksklasse, ehe die Massener in der Saison 1961/62 noch mal für ein Jahr in die Landesliga zurückkehrten. 1966 ergab sich erneut die Chance, in die Landesliga zurückzukehren, doch die Massener verloren das Entscheidungsspiel gegen den Soester SV vor 3.000 Zuschauern mit 2:3. In den folgenden Jahrzehnten pendelte die Mannschaft zwischen Bezirks- und Kreisliga A. Im Jahre 2014 verpasste die SG Massen nach verlorenen Relegationsspielen gegen die SpVg Bönen und die VfL Kemminghausen die Rückkehr in die Bezirksliga. 2019 gelang dann der Aufstieg, nachdem sich die Massener im Entscheidungsspiel um die Kreismeisterschaft gegen den SVE Heessen mit 3:1 nach Verlängerung durchsetzte.
Die Frauenmannschaft der SG spielte in den Jahren 2004/05 und 2006/07 in der Landesliga und mittlerweile in der Kreisliga.

### Handball
Die Handballer der SG Massen schafften im Jahre 1972 den Aufstieg in die Verbandsliga Westfalen und verpassten ein Jahr später den Aufstieg in die seinerzeit drittklassige Oberliga Westfalen nur knapp. Im Jahre 1980 wurden die B-Junioren Deutscher Vizemeister, zwei Jahre später wiederholte die C-Jugend diesen Erfolg. 1984 wurde das gleiche Team in der B-Jugend wieder Deutscher Vizemeister. Bei allen drei Deutschen Vizemeisterschaften war der Gegner und spätere Deutsche Meister der TSV Dutenhofen, 1984 nur durch die auswärts mehr erzielten Tore. Seit 2017 bildet der Verein zusammen mit der HSG Unna die SGH Unna Massen.

## Persönlichkeiten
- Carolin Dej
- Christofer Heimeroth
- Jörn Ilper